# Banco Nacional de Comercio Exterior
El Banco Nacional de Comercio Exterior (Bancomext) es una institución de banca de desarrollo mexicana y agencia de crédito a la exportación. Fue fundado en 1937, creado para promover y financiar las exportaciones de bienes y servicios.
Es un instrumento del gobierno mexicano que tiene como fines:
- Aumentar la competitividad de estas compañías mexicanas mediante el otorgamiento de créditos y garantías, de forma directa o mediante la banca comercial y los intermediarios financieros no bancarios
- La generación de divisas en el país
- La ampliación de capacidad productiva de las empresas exportadoras y, en su caso, la internacionalización de las mismas

Bancomext cuenta con programas de financiamiento, garantías y otros servicios financieros especializado y es la principal institución mexicana impulsora del desarrollo del comercio exterior  a través de la innovación y la calidad.
El Banco contribuye al cumplimiento de las políticas y estrategias definidas en el Plan Nacional de Desarrollo 2013-2018, en particular a la promoción del desarrollo y la competitividad del sector exportador, a la formación de recursos humanos y a promover la inserción ventajosa del país en el entorno internacional.

## Historia
| Fecha              | Evento |
| ------------------ | --- |
| 8 de junio de 1937 | Fundación del Banco Nacional de Comercio Exterior S.A., durante la administración del presidente Lázaro Cárdenas. |
| 2 de julio de 1937 | Abre sus puertas al público, con el objetivo de promover, desarrollar y organizar el comercio exterior en México. Su sede fue en la calle de Gante, número 15, en el Centro Histórico de la Ciudad de México. |
| 1947               | Se integra la delegación mexicana que participa en la Reunión de La Habana, donde por primera vez se busca lograr un acuerdo multilateral para eliminar aranceles y restricciones al comercio mundial. |
| 1950               | Se celebran los primeros convenios de compensación o intercambio compensado, lo que permite exportar: algodón, arroz, cera de candelilla, miel de abeja y cacahuate, entre otros productos. Fomenta especialmente las exportaciones de productos industriales y semi-elaborados.                                                |
| 1951               | Lanza la revista Comercio Exterior. |
| 1953               | Se pone en marcha el Programa de Fomento al Comercio que analiza los productos de exportación e importación y explora mercados en el exterior. |
| 1960               | El Banco colabora en tres objetivos generales de la política económica gubernamental: la mejora de la balanza comercial, el fortalecimiento de los términos de intercambio y la industrialización. |
| 1962               | Se edita el Primer Directorio Nacional de Exportadores e Importadores. |
| 1981               | La Secretaría de Hacienda y Crédito Público otorga a Bancomext la concesión legal para operar como banca múltiple. |
| 1982               | Se concede el registro al Sindicato Nacional Único y Democrático de los Trabajadores de Bancomext. |
| 1983               | Se integra el Fondo para el Fomento de las Exportaciones de Productos Manufacturados (FOMEX). |
| 1985               | Se publica en el Diario Oficial de la Federación el decreto que constituye al Banco Nacional de Comercio Exterior, como Sociedad Nacional de Crédito, Institución de Banca de Desarrollo, regulado y supervisado por la Secretaría de Hacienda y Crédito Público, Banco de México y la Comisión Nacional Bancaria y de Valores. |
| 1986               | Se publica la Ley Orgánica de Bancomext en el Diario Oficial de la Federación. |
| 1994               | Colocación del primer Bono Global Mexicano en los mercados de capitales de Estados Unidos, Europa y Asia, en forma simultánea, por un monto de $1,000 millones de dólares. |
| 1996               | Inician operaciones de primer piso para atender casos en los que la banca comercial no pueda apoyar proyectos de pre-exportación o exportación |
| 2009               | Es designado para apoyar a las compañías aéreas y al turismo con motivo de la contingencia sanitaria por el virus de la influenza. |
| 2014               | Abre representación en la embajada de México en Beijing, China |
| 2015               | Emite bono en los mercados internacionales por $1,000 millones de dólares. Esta emisión representa el regreso de Bancomext y de la banca de desarrollo a los mercados internacionales de renta fija. Se convierte en el principal banco de financiamiento del sector automotor.                                                 |
| 2016               | Crea el programa de apoyo al turismo “Mejora tu Hotel”. |
| 2017               | Se adhiere Bancomext al Protocolo de Sustentabilidad de la Asociación de Bancos de México. Bancomext celebra 80 años de su creación. |

## Directores generales
| N.º                                                                         | Director general                 | Periodo     |
| --------------------------------------------------------------------------- | -------------------------------- | ----------- |
| 1.º                                                                         | Roberto López y Sánchez de Tagle | 1937 - 1950 |
| 2.º                                                                         | Enrique Parra Hernández          | 1950 - 1952 |
| 3.º                                                                         | Ricardo José Zevada              | 1952 - 1965 |
| 4.º                                                                         | Antonio Armendáriz Cárdenas      | 1965 - 1970 |
| 5.º                                                                         | Francisco Alcalá Quintero        | 1970 - 1979 |
| 6.º                                                                         | Adrián Lajous Martínez           | 1979 - 1982 |
| 7.º                                                                         | Horacio Flores de la Peña        | 1982        |
| 8.º                                                                         | Alfredo Phillips Olmedo          | 1982 - 1988 |
| 9.º                                                                         | Humberto Soto Rodríguez          | 1988 - 1992 |
| 10.º                                                                        | José Ángel Gurría Treviño        | 1992 - 1993 |
| 11.º                                                                        | Enrique Vilatela Riba            | 1993 - 2000 |
| 12.º                                                                        | José Luis Romero Hicks           | 2000 - 2003 |
| 13.º                                                                        | Héctor Reyes Retana              | 2003 - 2006 |
| 14.º                                                                        | Mario Laborín Gómez*             | 2006 - 2009 |
| 15.º                                                                        | Héctor Rangel Domene*            | 2009 - 2012 |
| 16.º                                                                        | Enrique de la Madrid Cordero     | 2012 - 2015 |
| 17.º                                                                        | Alejandro Díaz de León           | 2015 - 2016 |
| 18.º                                                                        | Francisco N. González Díaz       | 2017 - 2018 |
| 19.º                                                                        | Eugenio Nájera Solórzano*        | 2018 - 2020 |
| 20.º                                                                        | Carlos Noriega Romero*           | 2020 - 2021 |
| 21.º                                                                        | Juan Pablo de Botton Falcón*     | 2021        |
| 22.º                                                                        | Luis Antonio Ramírez Pineda*     | 2022 -      |
| *Ocupan simultáneamente la Dirección General de Nacional Financiera, S.N.C. |                                  |             |

## Premios y reconocimientos
| Año  | Premio / Reconocimiento                                                 | Descripción | Otorgante |
| ---- | ----------------------------------------------------------------------- | --- | --- |
| 2000 | Grado de Inversión                                                      | Reconocimiento a su apoyo a las empresas para que accedan a mercados internacionales. | Moody´s Investors Service                                                                                    |
| 2012 | Institución Bancaria Segura                                             | Aparece en la lista de instituciones bancarias más seguras den América Latina. | Global Finance                                                                                               |
| 2013 | Premio ALIDE                                                            | Reconocimiento a las mejores prácticas en las instituciones financieras de desarrollo, en la categoría de Productos Financieros | La Asamblea General de la Asociación Latinoamericana de Instituciones Financieras para el Desarrollo (ALIDE) |
| 2014 | Factors Chain International                                             | Reconocimiento por su desempeño y contribución en la industria del factoraje a nivel regional. | Factors Chain International (FCI)                                                                            |
| 2015 | Deal of the Year 2014”                                                  | En el marco del foro Export & Agency | Euromoney Magazine                                                                                           |
| 2016 | Best Foreign Trade Finance Bank México 2016                             | Premio al mejor banco de financiamiento al comercio Exterior | Global Banking & Finance Review Magazine.                                                                    |
| 2016 | Best Trade Finance Bank México 2016                                     | Premio al mejor banco de finanzas comerciales. | Capital Finance International CFI.co ü                                                                       |
| 2017 | Reconocimiento INAI                                                     | Reconocimiento por ser el único sujeto obligado de la Administración Pública Federal en alcanzar una calificación de 100 puntos en sus obligaciones de transparencia. | El Instituto Nacional de Transparencia, Acceso a la Información y Protección de Datos Personales (INAI)      |
| 2017 | Deal of the Year                                                        | Por la exitosa emisión internacional del bono híbrido Tier-2 por $700 mdd. | World Finance Magazine                                                                                       |
| 2017 | Best Infrastructure Financing: México                                   | Por el financiamiento al proyecto de telecomunicaciones: “Red Compartida Mayorista”. | LatinFinance Magazine                                                                                        |
| 2017 | Banco del Año                                                           | A la trayectoria y por su excelente desempeño en el otorgamiento de créditos y garantías al sector exportador de México. | Asociación Latinoamericana de Instituciones Financieras para el Desarrollo (ALIDE)                           |
| 2018 | “Hotel Awards 2018”                                                     | Reconocimiento por su contribución al desarrollo de la infraestructura hotelera nacional. | Travel + Leisure México                                                                                      |
| 2018 | Ranking de Responsabilidad Social 2018                                  | Una de las 50 Empresas Socialmente Responsables (ESR) más destacadas de México. Suscripción del Protocolo de Sustentabilidad de la Banca en México y la adopción del Sistema de Gestión de Riesgos Ambientales y Sociales (SARAS). | Revista Mundo Ejecutivo.                                                                                     |
| 2019 | Premio ALIDE 2019, en la categoría “Productos Financieros”              | Basado en su trayectoria y desempeño, el jurado internacional, integrado por miembros de la ALIDE, decidió otorgar este galardón a los integrantes del programa Certificación PRIME, producto del Programa de Institucionalización y Gobierno Corporativo para la Emisión en la Bolsa Mexicana de Valores, por lo que este premio es un reconocimiento al trabajo coordinado de la AMIB, la BMV y BANCOMEXT en beneficio de la economía mexicana. | Asociación Latinoamericana de Instituciones Financieras para el Desarrollo (ALIDE)                           |
| 2019 | 1.er lugar de la Banca de Desarrollo en el combate contra la corrupción | Reconocimiento por ser una institución transparente y comprometida contra la corrupción con políticas de integridad corporativa, según el Informe de Integridad Corporativa 500 (ic500). Bancomext obtuvo puntaje de 80.4 por encima del promedio del sector financiero. | Mexicanos Contra la Corrupción y la Impunidad y Transparencia Mexicana                                       |
| 2021 | Mejores Prácticas en las Instituciones Financieras de Desarrollo 2021   | Reconocimiento en la categoría de Productos Financieros, con el Programa de Factoraje a Proveedores Nacionales, con la Plataforma Electrónica de Factoraje Suppliers Pay Cash (SPC). | Asociación Latinoamericana de Instituciones Financieras para el Desarrollo                                   |
| 2021 | Premio #REGAR "Pablo Pombo" 2021                                        | Por el producto Garantía de Factoraje Internacional, en la categoría innovaciones en productos. Este reconocimiento es por contribuir en la aplicación de las garantías en el comercio exterior. | Red Iberoamericana de Garantías (REGAR)                                                                      |

## Sectores exportadores
Bancomext financia a las empresas exportadoras mexicanas, sus proveedores y las compañías generadoras de divisas que contribuyen al desarrollo económico y a la prosperidad del país al ofrecer empleos.
- Exportadores directos: Son las personas físicas con actividad empresarial o empresas establecidas en México productoras de mercancías o servicios que realizan exportaciones directas a otros países.
- Exportadores indirectos: Son proveedores de insumos, partes o componentes de una empresa exportadora. También se puede tratar de personas físicas con actividad empresarial o empresas establecidas en México.
- Empresas generadoras de divisas: Personas físicas con actividad empresarial o personas morales establecidas en México que ofrecen sus servicios dando origen a la generación de divisas.
- PyMex: Pequeñas y medianas empresas exportadoras mexicanas que participan en actividades de comercio exterior o en actividades generadoras de divisas.

Principalmente, Bancomext, cuenta con programas de apoyo para las industrias: textiles
- Automotriz
- Eléctrico-Electrónico
- Energético
- Maquila y naves industriales
- Transporte y logística
- Turismo
- Aeroespacial
- Minero-Metalúrgico
- Telecomunicaciones
- Industrias culturales y creativas

## Gestión Ambiental y Social (SARAS)
Bancomext cuenta con un Sistema de Gestión de Riesgos Ambientales y Sociales (SARAS), que establece un marco de gestión integral que incluye políticas, procedimientos, herramientas y acciones de difusión interna y capacitación para identificar, supervisar y administrar la exposición que pueda tener el banco con respecto a los potenciales impactos ambientales y sociales dentro del proceso de crédito.